# Doryphoribius barbarae
Espèce
Doryphoribius barbarae est une espèce de tardigrades de la famille des Isohypsibiidae.

## Distribution
Cette espèce est endémique du Hubei en Chine.

## Publication originale
- Beasley & Miller, 2012 : Additional Tardigrada from Hubei Province, China, with the description of Doryphoribius barbarae sp. nov. (Eutardigrada: Parachela: Hypsibiidae). Zootaxa, no 3170, p. 55-63.